# Oedicodia
Oedicodia is een geslacht van vlinders van de familie spinneruilen (Erebidae).

## Soorten
- O. grisescens Berio, 1947
- O. jarsisi Wiltshire, 1985
- O. limbata Butler, 1898
- O. melanographa Hampson, 1916
- O. rubrofusca Berio, 1947
- O. strigipennis Hampson, 1916
- O. violascens Hampson, 1910